# Süleyman Ələsgərov
Süleyman Əyyub oğlu Ələsgərov (auch Süleyman Äläsgärov, russisch Сулейман Эйюб оглы Алеске́ров; * 22. Februar 1924 in Şuşa, Aserbaidschanische SSR, Sowjetunion; † 22. Januar 2000) war ein aserbaidschanischer Komponist, Dirigent und Musikpädagoge.

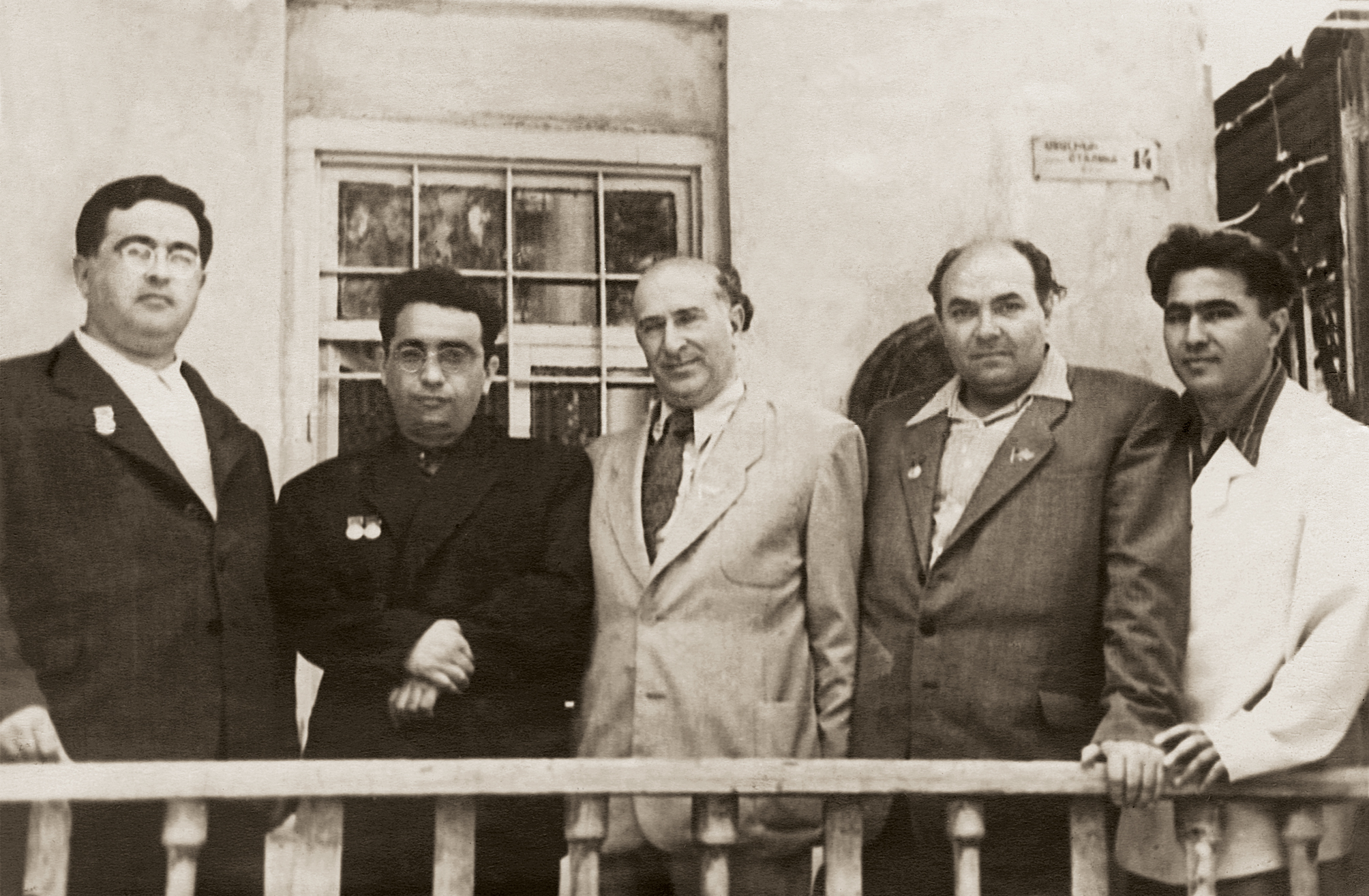
Soltan Hacıbəyov, Qara Qarayev, Bülbül, Səid Rüstəmov und Süleyman Ələsgərov (von links nach rechts)

## Leben
Süleyman Ələsgərov studierte Komposition am Aserbaidschanischen Staatskonservatorium bei Boris Issaakowitsch Seidman (1908–1981) und wurde 1948 graduiert. Seine Musik wurde über die Grenzen Aserbaidschans hinaus gehört. So wurde sie in vielen Städten der Sowjetunion wie Moskau, Leningrad, Taschkent und Tiflis, aber auch in Bulgarien und der Türkei aufgeführt. Die Operette Ulduz wurde in elf Sprachen übersetzt. Seit 1943 war er Mitglied im Verband aserbaidschanischer Komponisten und später auch Mitglied dessen Vorstands. Von 1949 bis 1965 war er Direktor des nach Asəf Zeynallı benannten Musiktechnikums in Baku, Leiter der Kunstabteilung des Kulturministeriums, Dirigent und künstlerischer Leiter des Volksinstrumenteorchesters des Aserbaidschanischen Fernsehens und Rundfunks. Er war Direktor und Chefdirigent des Musikalischen Komödientheaters in Baku und Leiter der Abteilung für Volksinstrumente und Direktor der Filiale der Musikakademie Baku in Şuşa. 1967 war er Preisträger des Üzeyir-Hacıbəyov-Preises der Aserbaidschanischen SSR und 1974 erhielt er den Ehrentitel Volkskünstler der Aserbaidschanischen SSR verliehen. Am 21. Februar 1999 wurde ihm der Şöhrət-Orden verliehen.

## Werke (Auswahl)
Süleyman Ələsgərov schrieb elf Operetten – Məhəbbət gülü, Ulduz, Özümüz bilərik, Milyonçunun dilənçi oğlu, Sevindik qız axtarır, Həmişəxanım und Hərənin öz ulduzu - die Opern Bahadur və Sona und Solğun çiçəklər und den sinfonischen Mugham Bayatı-Şiraz. Daneben schrieb er die zwei Sinfonien Gənclik [Jugend] und Vətən, Gedichte, Kantaten, Konzerte für Tar und Volksinstrumenteorchester, ein Doppelkonzert für Violoncello, Klavier und Orchester, die Rhapsodie Poema für Kanun, über 200 Lieder und Romanzen wie Vətənimdir, Yada düşdü und Sərvi-xuramanım mənim so wie Tarantella für Tar und Klavier. Er schrieb weitere Kammermusik und Vokalwerke.
Schon 1942 schrieb er das Lied Gözlə məni [Warte auf mich]. Es verwendet einen Text des im Krieg gefallenen aserbaidschanischen Dichters Şirzad Əliyev. Durch die Aufführung des Liedes bei einer Festveranstaltung 1944 in Tiflis errang das Lied eine gewisse Popularität und machte auch den Namen Ələsgərovs bekannt.
Während des Kompositionsstudiums komponierte er schon diverse Werke. So 1943 eine Suite für Sinfonieorchester, 1944 Simfonik poema in Erinnerung an den Helden der Sowjetunion Hasi Aslanow und 1945 eine Festouvertüre.